# Salpidae
Cet article possède un paronyme, voir Salpé.
Ordre
Famille
Les Salpidae sont l'unique famille de tuniciers pélagiques de l'ordre des Salpida ou salpes.
Ils se déplacent par contractions, pompant l’eau via leur corps gélatineux et filtrant ainsi le phytoplancton dont ils se nourrissent.

## Description
Leur corps gélatineux a une taille variant d'1 à 10 cm.
Bien qu'ils ressemblent aux méduses de par leur consistance et leur mode de déplacement, ils sont plus proches des vertébrés simples. En effet ils possèdent ce qui semble être une forme primitive de système nerveux, ce qui leur vaut d'être étudiés comme modèles possibles de départ de l'évolution des vertébrés.

## Distribution
Les Salpidae sont largement répandus en eaux équatoriales, tempérées et froides, où ils peuvent être aperçus à la surface, individuellement ou en longues colonies filaires. On en trouve également en Méditerranée.
Les concentrations les plus importantes se trouvent dans l'océan Antarctique où ils forment parfois d'énormes nuées.
Durant le siècle dernier et alors que les populations de krill et de plancton déclinaient, les salpidae ont semblé se multiplier, ce qui laisse penser qu'ils peuvent se nourrir de particules plus fines et en particulier de bactéries. 
Ce phénomène pourrait priver les baleines d'une partie de leur nourriture.

## Alimentation
On a longtemps cru que ces tuniciers pélagiques ne pouvaient piéger et ingérer que des particules planctoniques de plus d’1,5 micromètre de diamètre. Mais, selon la Woods Hole Oceanographic Institution (WHOI), ils pourraient consommer des particules plus fines. Et effectivement, en laboratoire, les salpes à qui l'on propose des particules artificielles  (de polystyrène) d'un diamètre de 0,5 µm (taille de nombreuses espèces de bactéries) et de 3 micromètres (taille moyenne du phytoplancton) dans des conditions proches de celles de leur milieu océanique retirent de l'eau des particules qui sont à 80 % de 0,5 µm . Leur pullulation inhabituelle pourrait donc être un bioindicateur de recul du plancton au profit de bactéries, c'est-à-dire d'une dégradation écologique du milieu (comme pour les pullulations de méduses, mais pour des raisons différentes, ces dernières traduisant plutôt le recul des poissons qui consomment le plancton). Ces données renforcent l'idée que les salpes puissent jouer un rôle épurateur et « sanitaire » important. Ce sont en effet les organismes filtreurs connus les plus efficaces (en termes de taux de filtration).

## Cycle de vie
Ils passent par deux phases : une « solitaire », sous forme d'oozoïde, à reproduction asexuée où il développe une chaîne de dix à plusieurs centaines de semblables par blastogenèse, cette chaîne constitue la phase « communautaire » du cycle de vie, liés les uns aux autres et adoptant des formes impressionnantes autant que variées (guirlande, spirale), chaque élément se reproduit cette fois de manière sexuée.
En effet les blastozoïdes sont des hermaphrodites séquentiels. D'abord femelles, ils sont fertilisés par les gamètes mâles de « maillons » plus âgés ; munis désormais d'un embryon, ils continuent de se nourrir en colonies jusqu'à ce que les oozoïdes soient libérés afin de débuter à leur tour la phase « solitaire » pré-mentionnée.

## Importance écologique et océanographique
L'une des raisons du succès des Salpidae dans leur écosystème est leur croissance exceptionnellement rapide dès lors qu'il y a prolifération du phytoplancton ou des bactéries. Comme lorsque des méduses s'échouent par milliers, il arrive que des plages soient recouvertes d'un tapis gélatineux de Salpidae.
Ce sont des animaux filtreurs, qui se nourrissent en se déplaçant. Ils jouent donc un rôle dans l'épuration des écosystèmes océaniques.
En coulant, leurs cadavres (nécromasse), ainsi que leurs déjections, contribuent à sédimenter le carbone ; ils jouent donc potentiellement un rôle non négligeable dans le cycle d'absorption du CO₂ par les eaux et fonds marins.

## Liste des genres
Selon World Register of Marine Species (18 juillet 2017) :

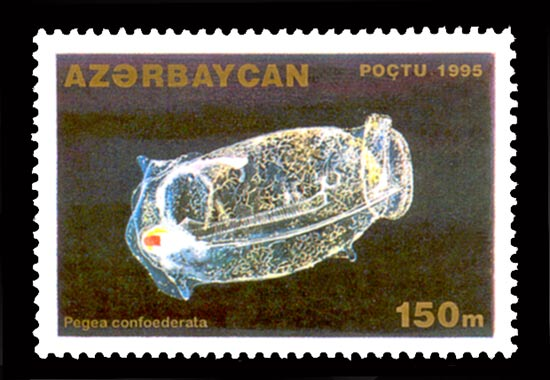
Pegea confederata sur un timbre postal d'Azerbaïdjan de 1995.

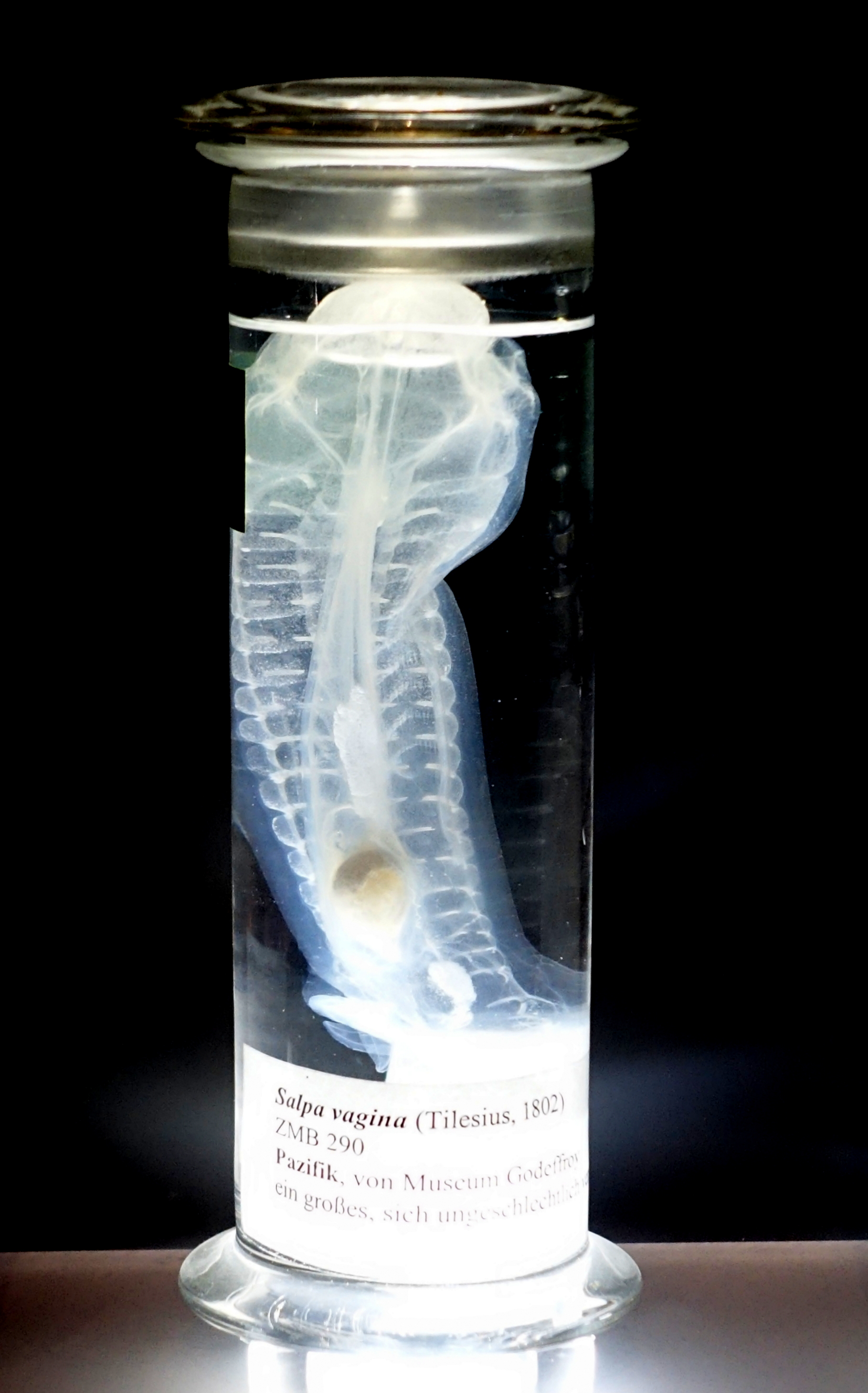
Thetys vagina

- sous-famille Cyclosalpinae Yount, 1954
  - genre Cyclosalpa de Blainville, 1827
  - genre Helicosalpa Todaro, 1902
- sous-famille Salpinae Lahille, 1888
  - genre Brooksia Metcalf, 1918
  - genre Iasis Savigny, 1816
  - genre Ihlea Metcalf, 1919
  - genre Metcalfina Ihle & Ihle-Landenberg, 1933
  - genre Pegea Savigny, 1816
  - genre Ritteriella Metcalf, 1919
  - genre Salpa Forskål, 1775
  - genre Soestia Kott, 1998
  - genre Thalia Blumenbach, 1798
  - genre Thetys Tilesius, 1802
  - genre Traustedtia Metcalf, 1918

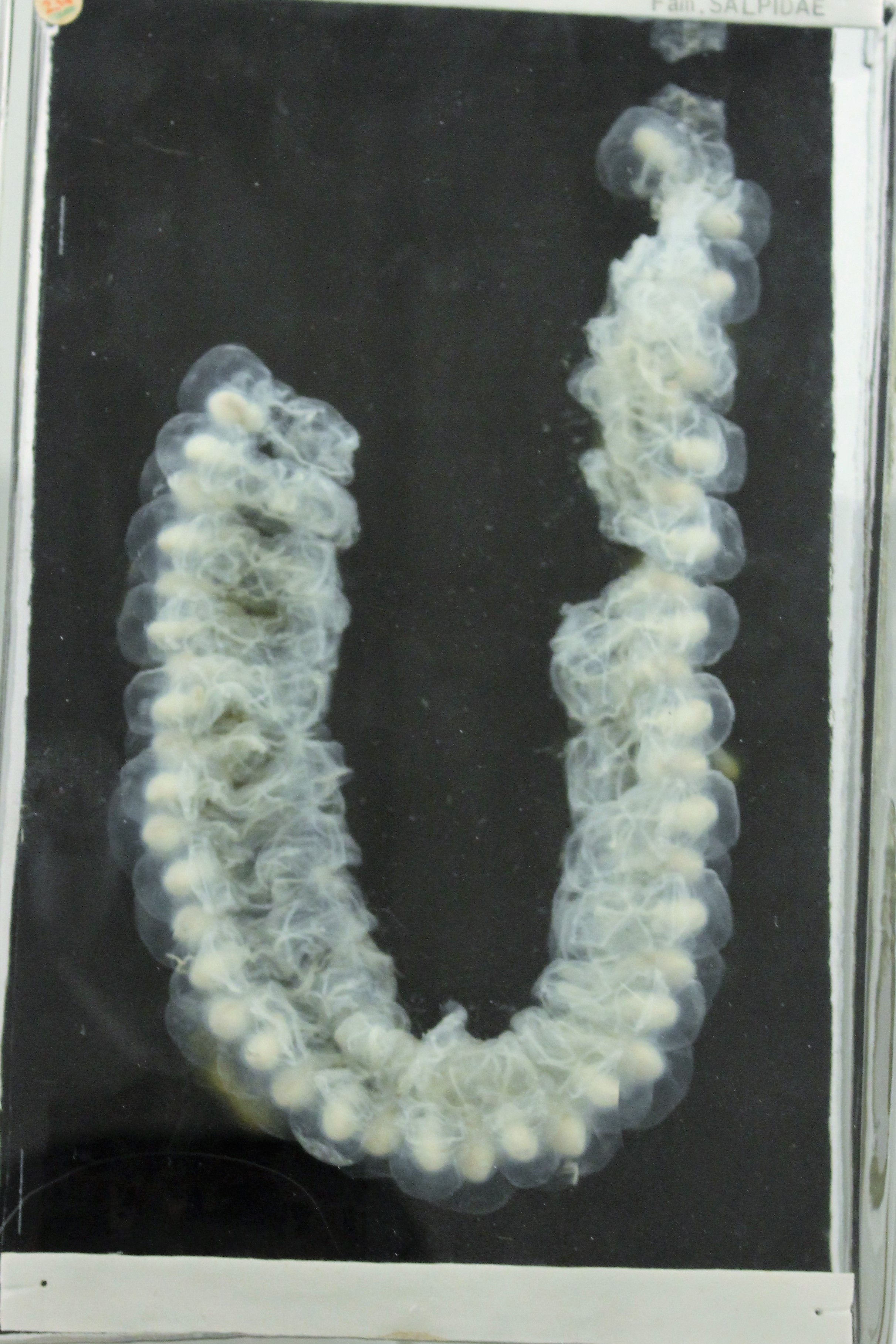
Pegea confederata
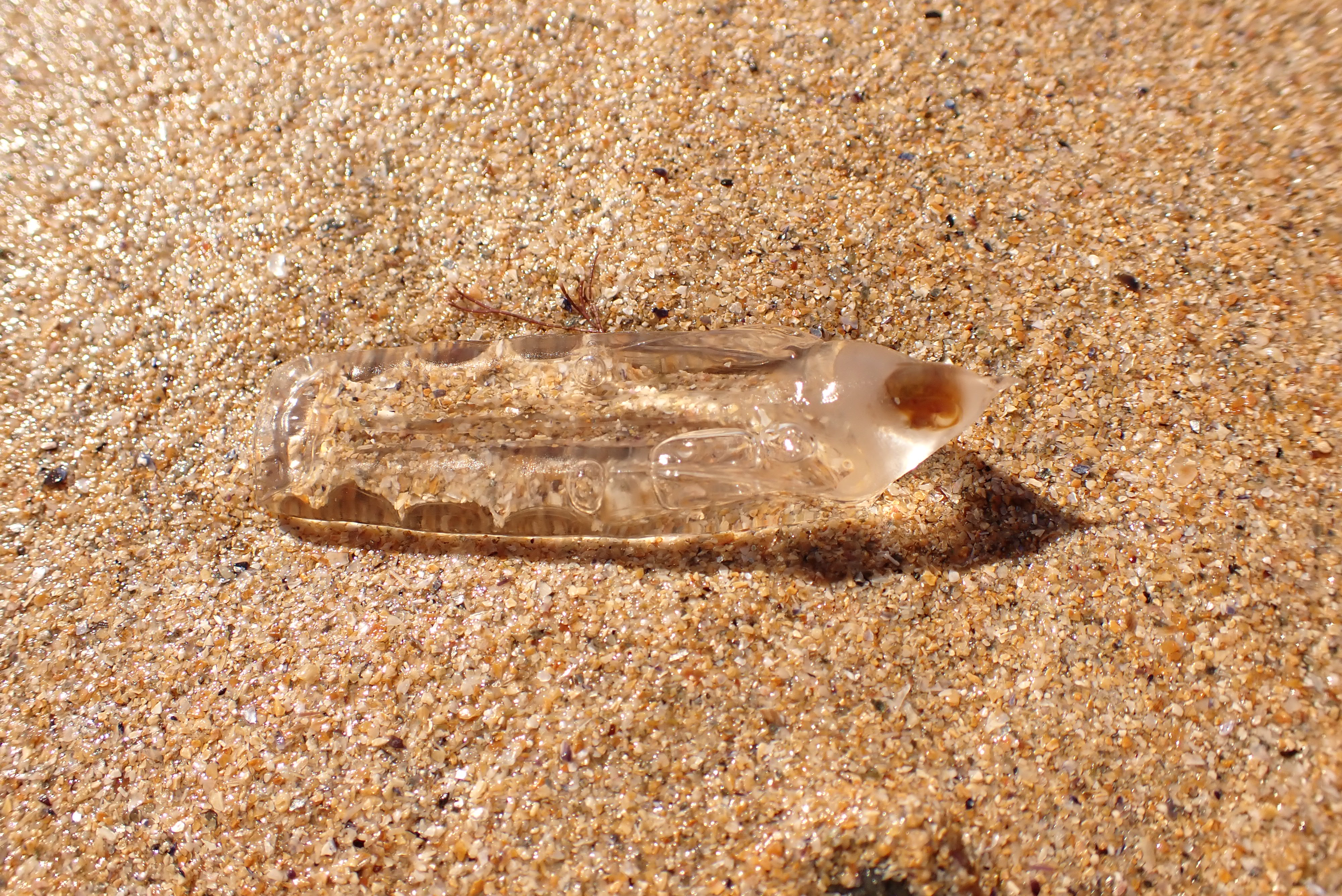
Soestia zonaria
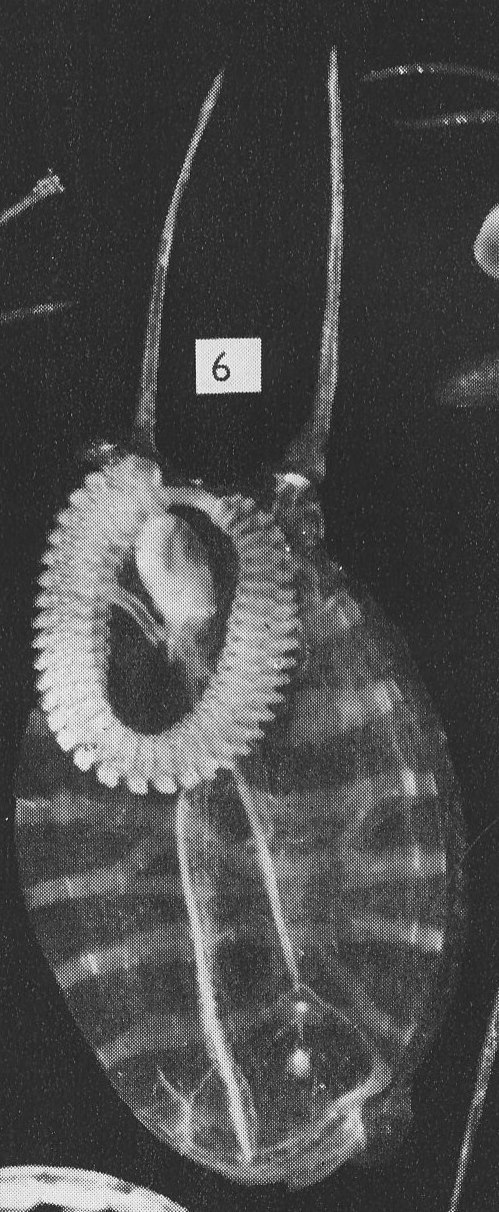
Thalia democratica
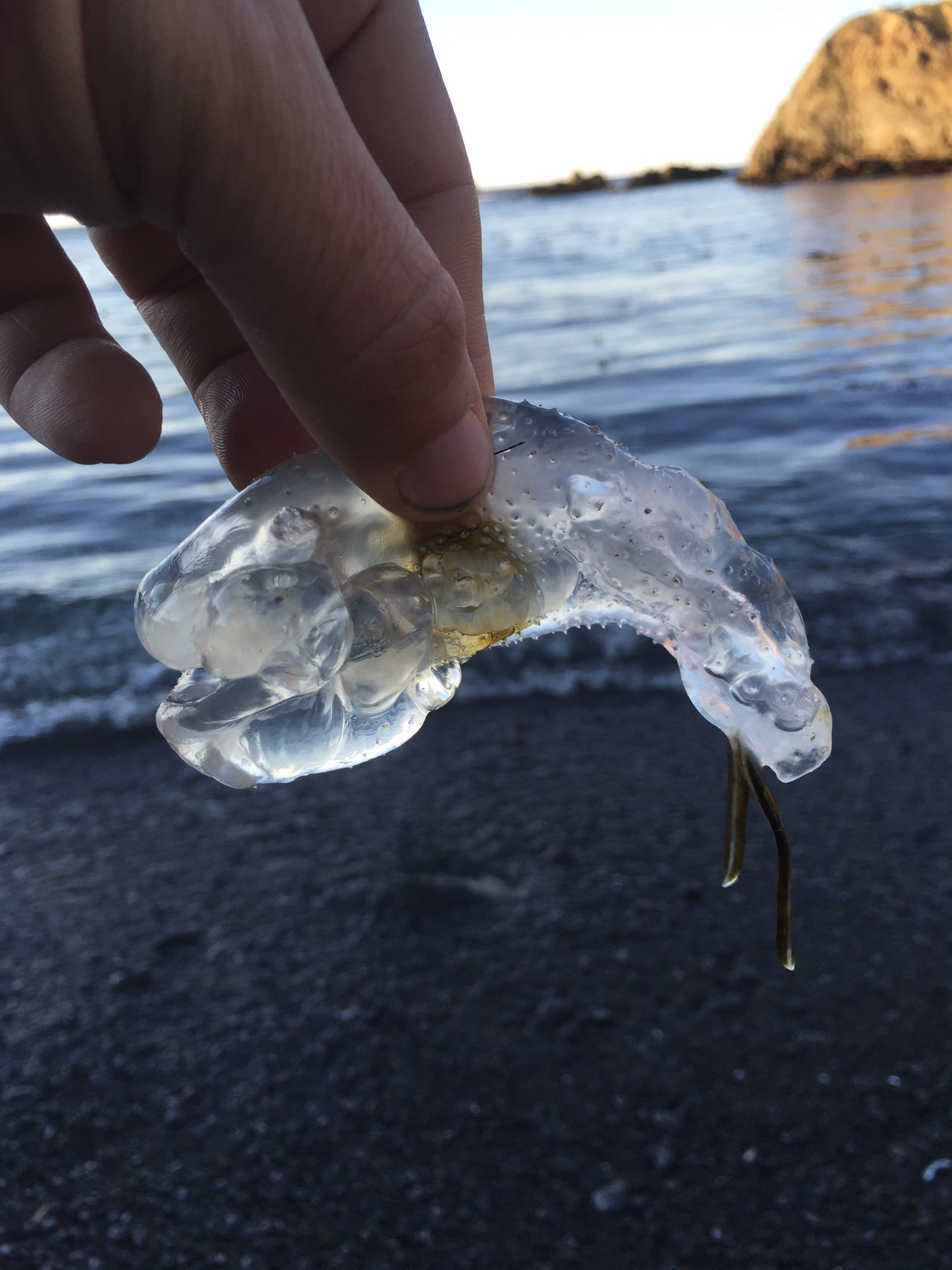
Thetys vagina